# Teddy Bear (bande dessinée)
Pour les articles homonymes, voir Teddy bear.
Teddy Bear est une série de bande dessinée française de science-fiction en 3 tomes du scénariste et dessinateur Gess.
La trilogie a été publiée par l'éditeur Zenda.

## Liste des volumes
- 1 - Teddy Bear (1992)  (ISBN 2-87687-136-X)
- 2 - Djumbo Warrior (1993)  (ISBN 2-87687-144-0)
- 3 - Show (1995)  (ISBN 2-7234-1877-4)